# Nawaf al-Aqidi
Nawaf bin Dhahi bin Faisal al-Suwaiti al-Aqidi (arabisch نواف العقيدي, DMG Nawwāf al-ʿAqīdī; * 10. Mai 2000) ist ein saudi-arabischer Fußballtorhüter.

## Karriere

### Verein
Seit der Saison 2019/20 steht er fest im Kader der ersten Mannschaft von al-Nassr FC. Für diese stand er am 30. September 2021 erstmals in der Saudi Professional League bei einem 3:1-Sieg über den Abha Club zwischen den Pfosten. Im weiteren Verlauf dieser Saison wurde er dann noch zwei Mal eingesetzt. Von Februar bis Juni 2022 erhielt er danach auch nochmal ein paar Einsätze beim al-Tai FC, an welchen er in dieser Zeit verliehen war.

### Nationalmannschaft
Mit der saudi-arabischen U23-Nationalmannschaft nahm er an der U23-Asienmeisterschaft 2022 teil und hütete hier als Stammtorhüter sein Netz über das komplette Turnier, indem er keinen einzigen Gegentreffer zuließ. Am Ende gewann er so auch mit seinem Team hier den Titel.
Bei der saudi-arabischen A-Nationalmannschaft stand er bislang schon einige Male seit mindestens November 2021 im Kader, erhielt jedoch bislang keinen Einsatz. Im November 2022 wurde er für den Kader des Teams bei der Endrunde der Weltmeisterschaft 2022 nominiert.